# UTC+05:00
| USZ1 | ■ 칼리닌그라드 시간     | MSK-1 (UTC+02:00) |
| MSK  | ■ 모스크바 시간         | MSK (UTC+03:00)   |
| SMAT | ■ 사마라 시간           | MSK+1 (UTC+04:00) |
| YEKT | ■ 예카테린부르크 시간   | MSK+2 (UTC+05:00) |
| OMST | ■ 옴스크 시간           | MSK+3 (UTC+06:00) |
| KRAT | ■ 크라스노야르스크 시간 | MSK+4 (UTC+07:00) |
| IRKT | ■ 이르쿠츠크 시간       | MSK+5 (UTC+08:00) |
| YAKT | ■ 야쿠츠크 시간         | MSK+6 (UTC+09:00) |
| VLAT | ■ 블라디보스토크 시간   | MSK+7 (UTC+10:00) |
| MAGT | ■ 마가단 시간           | MSK+8 (UTC+11:00) |
| PETT | ■ 캄차카 시간           | MSK+9 (UTC+12:00) |

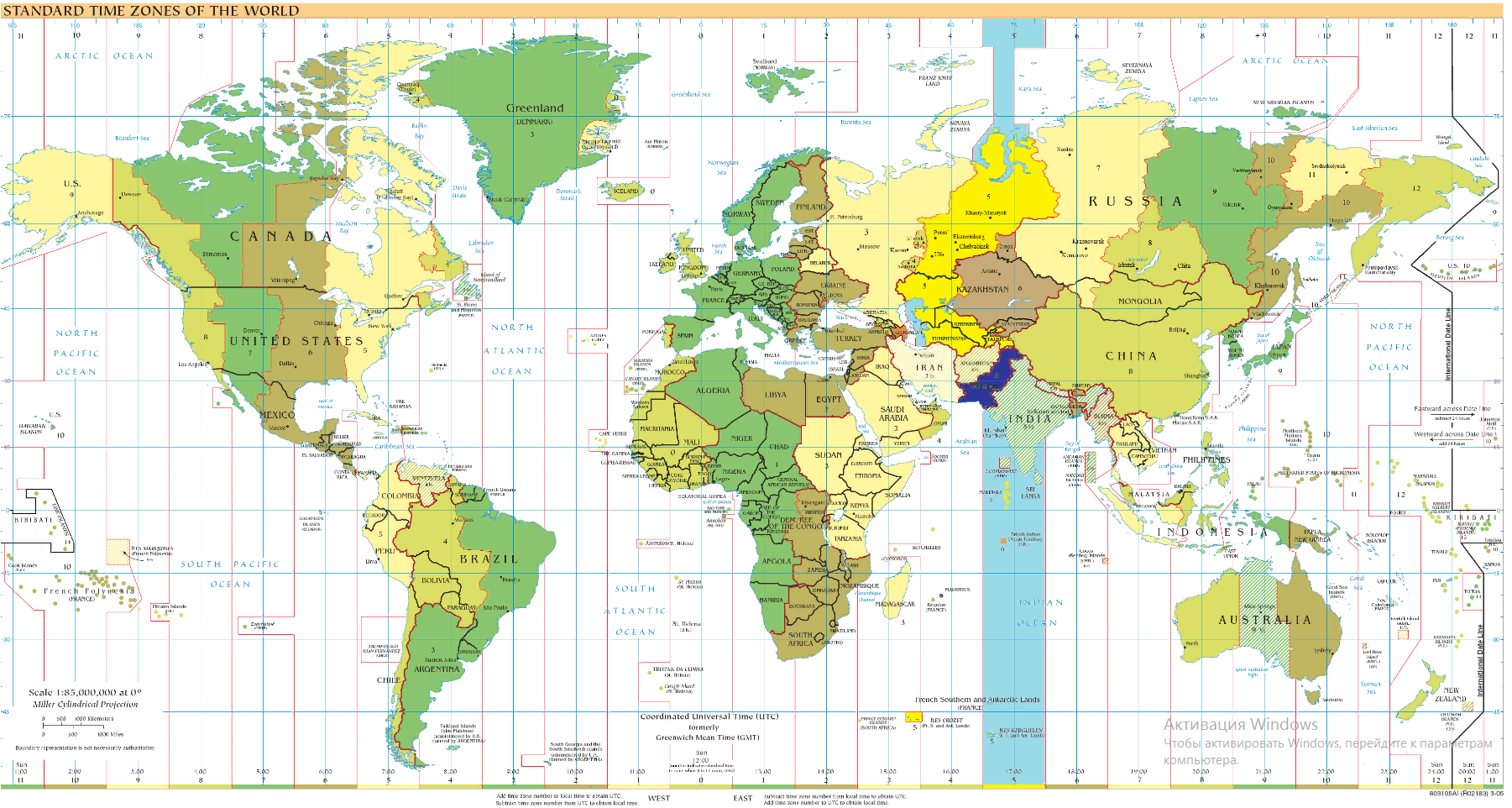
UTC+05 2010년: 파란색 (12월), 주황색 (6월), 노란색 (연중), 밝은 청색 - 바다

UTC+05는 협정 세계시보다 5시간 빠른 동경 75도를 기준으로 하는 시간대이다.

## 표준 시간대 (1년 내내)

### 북아시아+유럽
- 러시아 - 우랄 표준시
  - 바시키르 공화국, 첼랴빈스크주, 쿠르간주, 오렌부르크주, 페름 지방, 스베르들롭스크주, 튜멘주

### 중앙아시아
- 카자흐스탄 (서부)
  - 악퇴베주, 아티라우주, 망기스타우주, 서카자흐스탄주
- 우즈베키스탄
- 타지키스탄
- 투르크메니스탄

### 남아시아
- 파키스탄

### 인도양
- 몰디브
- 프랑스
  - 프랑스령 남부와 남극 지역
- 오스트레일리아
  - 허드 맥도널드 제도

### 남극
- 남극 중 일부 지역

## 역사
아르메니아가 1981년부터 2012년까지 아제르바이잔이 1981년부터 2016년까지 일광절약시간대로 이 시간대를 각각 사용했고, 아르메니아 일광 절약 시간대(Armenia Summer Time, AMST)와 아제르바이잔 일광 절약 시간대(Azerbaijan Summer Time, AZST)로 불렀다.

## 비교
| UTC+05 | 0       | 1       | 2       | 3       | 4       | 5 | 6  | 7  | 8  | 9  | 10 | 11 | 12 | 13 | 14 | 15 | 16 | 17 | 18 | 19 | 20       | 21       | 22       | 23       |
| ------ | ------- | ------- | ------- | ------- | ------- | - | -- | -- | -- | -- | -- | -- | -- | -- | -- | -- | -- | -- | -- | -- | -------- | -------- | -------- | -------- |
| UTC    | 전날 19 | 전날 20 | 전날 21 | 전날 22 | 전날 23 | 0 | 1  | 2  | 3  | 4  | 5  | 6  | 7  | 8  | 9  | 10 | 11 | 12 | 13 | 14 | 15       | 16       | 17       | 18       |
| KST    | 4       | 5       | 6       | 7       | 8       | 9 | 10 | 11 | 12 | 13 | 14 | 15 | 16 | 17 | 18 | 19 | 20 | 21 | 22 | 23 | 다음날 0 | 다음날 1 | 다음날 2 | 다음날 3 |

## 같이 보기
- 파키스탄 표준시
- 러시아의 시간대
- 우즈베키스탄 시간